# Novak Tomić
Novak Tomić (Belgrado, 7 gennaio 1936 – Belgrado, 23 luglio 2003) è stato un calciatore jugoslavo, di ruolo difensore.

## Carriera

### Club
Debutta da professionista nel 1954 con la Stella Rossa, dove milita per dieci stagioni vincendo cinque campionati della RSF di Jugoslavia, tre Coppe di Jugoslavia, e, a livello internazionale, la Mitropa Cup 1958.
All'inizio della stagione 1964-1965 si trasferisce all'Hajduk Spalato, con cui vince la Coppa di Jugoslavia 1967.
Nel 1967 venne ingaggiato dagli statunitensi del Los Angeles Toros. Con i Toros ottenne il quinto ed ultimo posto della Western Division della NPSL, non qualificandosi per la finale della competizione.
La stagione seguente Tomić, a seguito del trasferimento dei Toros a San Diego, gioca nei San Diego Toros con cui giunge alla finale della neonata NASL, persa contro gli Atlanta Chiefs.
Ha militato anche nel San Pedro Yugoslavs, società militante nella Greater Los Angeles Soccer League.

### Nazionale
Con la nazionale jugoslava disputò 5 partite prendendo parte ai Mondiali di Svezia 1958. Con i Plavi debuttò l'11 giugno 1958 in occasione del match della fase a gironi del Mondiale vinto 3-2 ai danni della Francia. L'ultima partita la giocò il 19 giugno 1963 in occasione del pareggio interno contro la Svezia.

## Statistiche

### Cronologia presenze e reti in nazionale
| Cronologia completa delle presenze e delle reti in nazionale ― Jugoslavia | Cronologia completa delle presenze e delle reti in nazionale ― Jugoslavia | Cronologia completa delle presenze e delle reti in nazionale ― Jugoslavia | Cronologia completa delle presenze e delle reti in nazionale ― Jugoslavia | Cronologia completa delle presenze e delle reti in nazionale ― Jugoslavia | Cronologia completa delle presenze e delle reti in nazionale ― Jugoslavia | Cronologia completa delle presenze e delle reti in nazionale ― Jugoslavia | Cronologia completa delle presenze e delle reti in nazionale ― Jugoslavia |
| Data                                                                      | Città                                                                     | In casa                                                                   | Risultato                                                                 | Ospiti                                                                    | Competizione                                                              | Reti                                                                      | Note                                                                      |
| ------------------------------------------------------------------------- | ------------------------------------------------------------------------- | ------------------------------------------------------------------------- | ------------------------------------------------------------------------- | ------------------------------------------------------------------------- | ------------------------------------------------------------------------- | ------------------------------------------------------------------------- | ------------------------------------------------------------------------- |
| 11-6-1958                                                                 | Västerås                                                                  | Jugoslavia                                                                | 3 – 2                                                                     | Francia                                                                   | Mondiali 1958 - 1º turno                                                  | -                                                                         |                                                                           |
| 15-6-1958                                                                 | Eskilstuna                                                                | Jugoslavia                                                                | 3 – 3                                                                     | Paraguay                                                                  | Mondiali 1958 - 1º turno                                                  | -                                                                         |                                                                           |
| 9-10-1960                                                                 | Budapest                                                                  | Ungheria                                                                  | 1 – 1                                                                     | Jugoslavia                                                                | Amichevole                                                                | -                                                                         |                                                                           |
| 31-3-1963                                                                 | Bruxelles                                                                 | Belgio                                                                    | 0 – 1                                                                     | Jugoslavia                                                                | Qual. Euro 1964                                                           | -                                                                         |                                                                           |
| 19-6-1963                                                                 | Belgrado                                                                  | Jugoslavia                                                                | 0 – 0                                                                     | Svezia                                                                    | Qual. Euro 1964                                                           | -                                                                         |                                                                           |
| Totale                                                                    |                                                                           | Presenze                                                                  | 5                                                                         |                                                                           | Reti                                                                      | 0                                                                         |                                                                           |

## Palmarès

### Club

#### Competizioni nazionali
- Campionato jugoslavo: 5

Stella Rossa: 1955-1956, 1956-1957, 1958-1959, 1959-1960, 1963-1964
- Coppa di Jugoslavia: 4

Stella Rossa: 1957-1958, 1958-1959, 1963-1964
Hajduk Spalato: 1966-1967

#### Competizioni internazionali
- Coppa Mitropa: 1

Stella Rossa: 1958